# Le 24 Ore di Le Mans
Le 24 Ore di Le Mans (Le Mans) è un film del 1971, diretto da Lee H. Katzin (che sostituì sul set John Sturges), ambientato sul circuito di Le Mans durante la 24 ore dell'anno precedente e interpretato da Steve McQueen. Per l'occasione alcune cineprese furono installate su una Porsche 908 regolarmente iscritta alla gara.

L'auto guidata nel film da McQueen era la Gulf Porsche 917 K n. 20 ufficiale.
Il film ebbe scarso successo al botteghino e costituì un fiasco nella carriera di McQueen, ma a distanza di anni è ricordato come una stringente testimonianza su una delle gare più famose e come uno tra i migliori film di corse automobilistiche, soprattutto per il suo notevole realismo.
McQueen non partecipò alla 24 ore del 1970 poiché i finanziatori del film avrebbero negato il supporto assicurativo all'attore se avesse gareggiato.
Rimane comunque con Grand Prix di John Frankenheimer  e Fangio - Una vita a 300 all'ora di Hugh Hudson uno dei più importanti film-documentario sul mondo delle corse automobilistiche.

## Trama
La storia è introdotta dalla voce narrante che descrive le caratteristiche della corsa e un solitario Michael Delaney, pilota della Porsche, che mentre si trova alla guida della sua Porsche 911S stradale sul tratto di pista detto Maison Blanche, una parte del circuito normalmente aperta alla viabilità ordinaria, rivive in un flashback la dinamica dell'incidente di gara in cui è stato coinvolto l'anno precedente. Tali ricordi sono stati scatenati dall'incontro avvenuto poco prima con Lisa, vedova del pilota Piero Belgetti, deceduto l'anno precedente proprio nell'incidente che aveva coinvolto anche lui, ed ora presente a Le Mans a seguito del suo nuovo compagno, il pilota della Ferrari Claude Aurac. Michael, che guiderà una Porsche 917 alternandosi con un altro co-pilota, ha una rivalità sportiva con il pilota tedesco Erich Stahler, che guiderà una delle automobili del team concorrente, una Ferrari 512, e che lo ha preceduto nella precedente gara dopo il suo rientro alle corse a seguito della convalescenza.
Fin dall'inizio della corsa si scatena il duello tra le Porsche e le Ferrari, ma durante la tredicesima ora della corsa, poco dopo le 05.00 del mattino di domenica, Erich Stahler va in testacoda con la sua Ferrari alla Curva di Indianapolis ed il suo collega di scuderia Claude Aurac, nel tentativo di evitare lo scontro, esce di pista scavalcando le barriere e resta ferito gravemente dall'esplosione della sua macchina, avvenuta appena dopo che egli è riuscito ad uscire velocemente dall'abitacolo. Nello stesso istante, Michael viene distratto dalle fiamme che si sprigionano dall'auto di Aurac e si accorge troppo tardi di avere una vettura lenta davanti a lui: per evitarla sterza bruscamente urtando il guardrail, danneggiando irreparabilmente la propria vettura.
Lo speaker del circuito annuncia che la Porsche numero 20 e la Ferrari numero 7 sono state coinvolte in un incidente, ed anche se si tratta di due incidenti separati, la vicinanza temporale fa ritenere al pubblico, ai due team ed a Lisa che le due vetture si siano scontrate tra loro. Michael riporta leggere ferite mentre Aurac viene trasportato d'urgenza all'ospedale dove Michael cerca di stare vicino alla donna, salvandola anche dall'invadenza dei giornalisti e, mentre sta rientrando nella sua roulotte per cambiarsi, la rivede molto provata, invitandola ad entrare per consolarla e per capire cosa l'ha riportata a Le Mans dopo la sofferenza che l'ha colpita.
La corsa nel frattempo prosegue e David Townsend, team manager della Porsche, chiede a Michael se è disposto a tornare in corsa per sostituire Johann Ritter, pilota tedesco di una delle altre due Porsche in gara, in una mossa a sorpresa per tentare di vincere la gara. Townsend ritiene Ritter troppo lento, forse condizionato dalle preoccupazioni della moglie Anna che intende avere un figlio da lui, e Delaney accetta di pilotare al posto del tedesco.
Le ultime battute della gara vedono 2 Porsche e 2 Ferrari al comando; le prime due guidate da Michael e dal giovane Larry Wilson, alla sua prima esperienza a Le Mans, mentre le due Ferrari sono guidate dal rivale Erich Stahler e da Lugo Abratte, in quel momento in testa; questi subisce una foratura ed è costretto a ritirarsi, consentendo a Wilson di passare in prima posizione, ma le tre macchine sono molto vicine e Michael, al secondo posto, preferisce controllare l'esperto pilota tedesco e consentire al giovane compagno di squadra di vincere la corsa, piuttosto che dare al rivale qualche chance di vittoria in una rischiosa "sfida a tre".

## Produzione
Il film ebbe uno dei più alti budget dell'epoca (6 milioni di dollari iniziali, poi diventati 7,5) e gran parte di esso fu girata nell'estate del 1970 pochi giorni dopo la gara vera e propria, con la casa cinematografica Solar Productions che noleggiò per i tre mesi previsti per la realizzazione tutto il Circuit de la Sarthe, una trentina di auto da corsa (molte delle quali avevano partecipato alla competizione), acquistò la Porsche 917 che fu guidata da McQueen e ingaggiò numerosi piloti professionisti, che ricevettero un salario (elevato per l'epoca) di 150 dollari al giorno per simulare le diverse fasi di gara. Fu anche noleggiato un castello nei pressi del tracciato per alloggiarvi tutta la troupe.
Inoltre furono impiegati numerosi cineoperatori per riprendere tutta la gara del 1970, a cui la Solar Production iscrisse anche una Porsche 908/2 con il numero 29 (la stessa con cui McQueen e Peter Revson avevano conquistato il secondo posto alla 12 Ore di Sebring a marzo 1970), guidatata da Herbert Linge e Jonathan Williams, dotata di cineprese "camera-car" (nonostante le modifiche all'aerodinamica e le frequenti soste per cambiare i rulli di pellicola, la vettura terminò la gara in 9ª posizione).
Le riprese iniziarono il 15 giugno 1970. Dopo il primo mese di riprese interamente dedicato alle scene di gara, il regista originario John Sturges abbandonò il set in polemica con McQueen, a causa delle divergenze sulla sceneggiatura: egli aveva in mente di dirigere una storia d'amore con la corsa sullo sfondo, mentre McQueen voleva che la gara fosse al centro della storia. L'attore statunitense dovette prendere in mano la situazione, affidò la regia a Lee H. Katzin e sforò i tempi di realizzazione, impiegando sei mesi per realizzare il film, che non incontrò i favori del pubblico, ma che descriveva in modo estremamente realistico l'atmosfera della gara.
Per la scena dell'incidente tra una Porsche 917 e una Ferrari 512 si decise di sacrificare una sola macchina tra queste due tanto costose: venne utilizzata una Lola T70 modificata da sembrare la Porsche mentre la Ferrari venne telecomandata.
Derek Bell fu il primo pilota ad avere serie conseguenze: durante una ripresa, la sua Ferrari 512 si incendiò e lui riportò ustioni lievi (l'auto, gravemente danneggiata, venne ricostruita). Un altro incidente accadde il 16 settembre 1970: il pilota David Piper (detto 'il pirata') durante una scena perse il controllo della macchina ed andò fuori pista; si ruppe la gamba destra all'altezza della caviglia; ricoverato in ospedale, per un'infezione causata dal liquido dei freni e alcuni detriti penetrati in una profonda ferita, fu necessario che gli venisse amputata la gamba dieci centimetri sotto il ginocchio.
Tutte le Ferrari che appaiono nel film sono state prese in prestito dal distributore belga Ferrari Jacques Swaters, poiché la fabbrica della Ferrari aveva rifiutato la sua partecipazione in quanto il film si concludeva con una vittoria per la Porsche.

## Parallelismi
- Il temperamento e lo stile latino del team manager Ferrari e lo stile anglosassone del responsabile della squadra britannica Gulf Porsche riflettono l'immagine delle squadre reali. Il direttore sportivo della Scuderia Ferrari chiamato nel film Loretto Fuselli è molto simile a Mauro Forghieri, il reale team manager dell'allora squadra Ferrari, mentre il suo rivale David Townsend richiama alla mente l'inglese John Wyer.
- La conclusione della corsa nel film è simile al finale della 24 Ore di Le Mans 1969, decisa da poche decine di metri, il margine più esiguo nella storia della corsa. Altra situazione simile si era vissuta alla 12 Ore di Sebring 1970 con lo stesso McQueen (che corse con una gamba ingessata per un incidente in moto), in coppia con l'esperto Peter Revson su Porsche 908, che terminò al secondo posto la corsa dopo essere stato superato da Mario Andretti con la Ferrari 512 S in grande rimonta, dopo essere diventato il terzo pilota della vettura affidata all'equipaggio composto da Nino Vaccarella e Ignazio Giunti per l'ultimo turno di guida, in seguito al ritiro della sua vettura[3].
- Il pilota della Ferrari 512 S iscritta con il numero 5, che era in coppia con Lugo Abratte, adottava lo stesso casco dipinto con il tricolore di nazionalità italiana del pilota ufficiale della Ferrari SpA nel campionato mondiale sportprototipi 1970: l'italiano Nino Vaccarella. Da notare che anche nella realtà Nino Vaccarella alla 24h Le Mans 1970 si era iscritto con la Ferrari 512 M in coppia con Ignazio Giunti e adottava il numero 6.
- Johann Ritter il pilota protagonista della Porsche 917 iscritta con il numero 21, adottava lo stesso casco di Pedro Rodríguez che nella realtà era il pilota ufficiale della Porsche 917 nel campionato mondiale marche del 1970 e alla 24h Le Mans si era iscritto sempre con la Porsche 917 in coppia con Leo Kinnunen, guarda caso, con il numero 21 proprio come nel film.

## Inesattezze storiche
Ad un certo punto, durante lo svolgimento notturno della corsa, si vede un commissario che appone la scritta "Abandon" (ritirato) sulla bacheca dei piazzamenti delle varie auto in gara, segnalando che la n. 23 si è definitivamente fermata: paradossalmente fu l'auto che vinse la vera 24 ore del 1970.
Nella vera 24 ore del 1970, nessuna delle 7 auto protagoniste del film (4 Ferrari e 3 Porsche) arrivò al traguardo.

## Influenze culturali
Per tutta la durata del film Steve McQueen indossa il cronografo "Monaco" della marca svizzera Heuer. Questo orologio è diventato un vero oggetto di culto per gli intenditori.